# Argonauta (zoologia)
Argonauta Linnaeus, 1758 è un genere di molluschi cefalopodi dell'ordine degli Ottopodi, l'unico della famiglia Argonautidae Cantraine, 1841.

## Descrizione

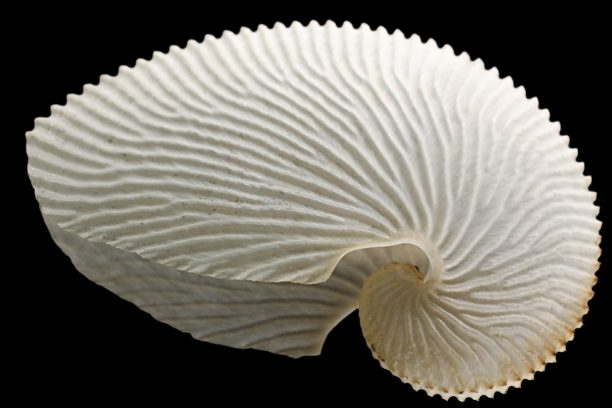
Ooteca di argonauta

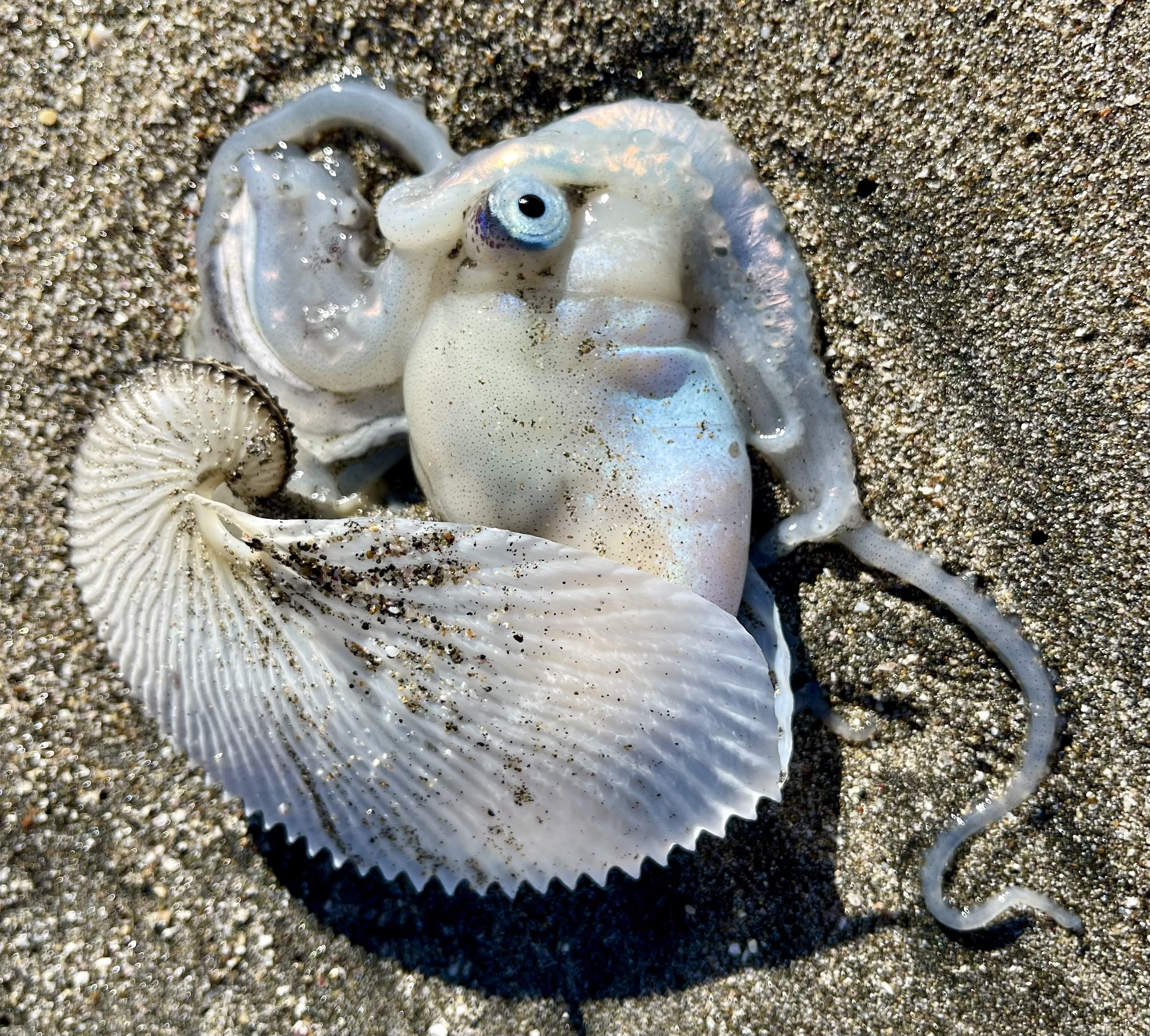
Esemplare di argonauta

Gli argonauti vivono nelle acque tropicali e subtropicali di tutto il mondo. Vivono in mare aperto, cioè sono pelagici. Come la maggior parte degli ottopodi, hanno un corpo arrotondato, otto braccia e non hanno pinne. Tuttavia, a differenza della maggior parte degli ottopodi, gli argonauti vivono vicino alla superficie anziché sui fondali marini. Le specie di Argonauta sono caratterizzate da occhi molto grandi e piccole membrane tra le braccia.
Gli argonauti presentano quella che sembra una vera conchiglia ma che in realtà è un'ooteca. Questa viene utilizzata come camera di covata e per intrappolare l'aria in modo da mantenere il galleggiamento. Un tempo si ipotizzava che gli argonauti non fabbricassero le loro ooteche, ma utilizzassero i gusci abbandonati da altri organismi, alla maniera dei paguri. Gli esperimenti condotti all'inizio del XIX secolo dalla biologa marina pioniera Jeanne Villepreux-Power confutarono questa ipotesi, poiché Villepreux-Power allevò con successo piccoli di argonauta e osservò lo sviluppo dei loro gusci.
Le giovani femmine con lunghezza del mantello inferiore a 9 mm sono prive di conchiglia come i maschi.
Gli argonauti presentano un estremo dimorfismo sessuale in termini di dimensioni e durata della vita. Le femmine crescono fino a 10 cm e producono conchiglie grandi fino a 30 cm, mentre i maschi raramente superano i 2 cm. I maschi si accoppiano solo una volta nel corso della loro breve vita, mentre le femmine sono iteropare, ovvero capaci di avere prole più volte nel corso della loro vita. Inoltre, le femmine sono note fin dall'antichità, mentre i maschi sono stati descritti solo alla fine del XIX secolo.
I maschi non hanno i tentacoli dorsali utilizzati dalle femmine per creare le loro ooteche. I maschi utilizzano un braccio modificato, l'ectocotile, per trasferire lo sperma alla femmina. Durante la fecondazione, questo viene inserito nella cavità palliale della femmina e si stacca dal corpo del maschio. L'ectocotile, quando presente nelle femmine, era originariamente stato descritto come un verme parassita.
Le femmine degli argonauti producono un involucro calcareo compresso lateralmente in cui risiedono. Questo presenta una doppia chiglia orlata da due file di tubercoli alternati. I lati sono scanalati, mentre il centro è piatto o presenta sporgenze alate. L'involucro dell'ooteca assomiglia curiosamente ai gusci delle ammoniti estinte. Questo viene secreto dalle punte dei due tentacoli dorsali notevolmente espansi della femmina prima della deposizione delle uova. Dopo aver deposto le uova nell'alloggiamento galleggiante, la femmina vi si rifugia, spesso trattenendo l'ectocotile staccato dal maschio. Di solito la si vede con la testa e i tentacoli che sporgono dall'apertura, ma se disturbata si rifugia più in profondità. Queste ooteche bianche, ricurve e ornate, vengono occasionalmente trovati galleggianti sul mare, talvolta con la femmina dell'argonauta aggrappata ad esse. Non sono costituite da aragonite come la maggior parte delle altre conchiglie, ma da calcite, con una struttura a tre strati e una percentuale maggiore di carbonato di magnesio (7%) rispetto alle altre conchiglie dei cefalopodi.

## Biologia
L'alimentazione avviene principalmente durante il giorno. Gli argonauti usano i tentacoli per afferrare la preda e trascinarla verso la bocca e poi la mordono per iniettarle il veleno tramite la ghiandola salivare. Si nutrono di piccoli crostacei, molluschi, meduse e salpe. Se la preda ha una conchiglia, l'argonauta usa la radula per perforare l'organismo e poi iniettare la tossina.
Gli argonauti sono capaci di alterare il loro colore. Possono mimetizzarsi con l'ambiente circostante per evitare i predatori. Producono anche inchiostro, che viene espulso quando l'animale viene attaccato. Questo inchiostro paralizza l'olfatto dell'aggressore, dando il tempo all'argonauta di fuggire. La femmina è anche in grado di sollevare la membrana che ricopre il suo carapace, producendo un lampo argenteo che può scoraggiare un predatore dall'attaccare.
Gli argonauti vengono predati da tonni, pesci spada e delfini. Gusci e resti di argonauti sono stati registrati negli stomaci di Alepisaurus ferox e Coryphaena hippurus.

## Tassonomia
Il genere comprende le seguenti specie:
- Argonauta argo Linnaeus, 1758
- Argonauta hians Lightfoot, 1786
- Argonauta nodosus Lightfoot, 1786
- Argonauta nouryi Lorois, 1852